# Samsara Filmproduktion
Samsara Filmproduktion ist eine österreichische Filmproduktionsgesellschaft (GmbH) mit Sitz in Wien. Sie wurde im Jahr 2017 von Loredana Rehekampff und Andreas Schmied gegründet. Im Jahr 2020 produzierte Samsara Filmproduktion den Science-Fiction-Film Rubikon und wenige Monate danach den Spielfilm Klammer – Chasing the Line.

## Filmografie (Auswahl)
- 2021: Klammer – Chasing the Line
- 2022: Rubikon
- 2023: Pulled Pork
- 2023: Mandy und die Mächte des Bösen (Fernsehserie)